# 그랜드 테프트 오토
《그랜드 테프트 오토》(영어: Grand Theft Auto, 약칭: GTA)는 스코틀랜드의 록스타 노스사가 개발하고, 데이브 존스, 댄 하우저, 샘 하우저, 게임 디자이너인 재커리 클라크가 만든 록스타 게임즈 사의 컴퓨터·비디오 게임 시리즈이다. 게임의 제목인 그랜드 테프트 오토(GTA)(영어: Grand Theft Auto)는 미국 문화권에서 각종 매체나 사법 당국에서 주로 쓰이는 자동차 절도 범죄를 일컫는 숙어이다.
이 게임은 액션, 어드벤처, 운전, 가끔은 롤 플레잉, 스텔스, 레이싱 요소들이 섞여 있으며, 주제의 폭력성과 선정성으로 논란거리가 되었다. 이 시리즈는 여러 주인공들이 다양한 이유로 말미암아 밑바닥 범죄 세계에서 성공하고자 한다는 내용이다.
또한 GTA는 1997년에 첫 게임이 나온 이래 9개의 개별 게임이 있으며, 열 번째를 앞두고 있다. 확장팩은 두 개가 있다. 대니 다이어, 마이클 매슨, 버트 레이널즈, 데니스 호퍼, 개리 버시, 새뮤얼 L. 잭슨, 크리스 펜, 제임스 우드, 조 팬톨리아노, 프랭크 빈센트, 로버트 로기어, 카일 맥래클런, 피터 폰더, 레이 리오타 같은 중견 영화인들이 등장 인물의 목소리를 맡았다. Take-Two Interactive에 따르면, 2008년 3월 26일부로 이 게임은 전 세계적으로 7천만 개를 판매했다.

## 개요
이 게임에서 게임자는 대도시의 범죄자 역할을 맡아 대개 조직화된 범죄의 단계를 극복하게 된다. 주인공이 게임을 완료하려면 다양한 임무를 수행해야 하는데, 주인공은 대개 범죄자로서 줄거리를 따라 암살이나 다른 범죄들을 극복하고 보상을 받는 식이다. 그 외에도 택시 운전, 화재 진화, 뚜쟁이질, 거리 레이싱, 비행기 운전 등 주요 미션과 관계없이 특정 미션을 수행하지 않을 때는 언제든지 해볼 수 있는 미션도 많다.
GTA2 이후로 나온 게임들에서 플레이어는 주인공이 배신당하거나 죽을 위기에 처하거나 혹은 불행한 사건 등을 극복해야 하는 등 정교한 줄거리를 갖추게 된다. 그리하여 주인공이 범죄 세계에 발을 들이게 되고, 결국은 승리하게 된다.
GTA 시리즈 같은 게임을 '오픈월드(open World)'이라고 하는데, 이것은 플레이어가 게임상에서 자유롭게 돌아다니며 무엇이든 할 수 있고, 여러 가지 탈것이나 무기도 선택할 수 있어서 자유도가 높은 게임을 뜻한다. 한 가지 정해진 궤도만 따라가야 하는 전통적인 액션 게임과 달라, GTA에서는 자신이 깨고 싶은 미션을 정할 수 있으며, 여러 인물 간의 관계도 플레이어의 선택에 따라 달라질 수 있다. 게임에 등장하는 도시에서 주인공은 어디든지 마음대로 돌아다니며 건물에 들어가기도 하고, 소소한 미션을 수행하기도 한다. 다만 미션들은 줄거리의 주된 흐름에 따라가며, 어떤 도시 구역은 게임의 진행 상황에 따라 갈 수 없는 경우도 있다.
GTA III부터는 더욱 정교한 목소리 효과와 라디오가 나온다. 라디오에서는 DJ, 라디오 호스트, 상업광고, 대화, 대중음악, 미국 문화 등이 등장한다.
게이머는 차를 타고 도시 공간을 다닐 수 있는데, 사람들은 교통 신호를 지키는 등 일상적인 도시 모습을 연출한다. 더 나아가 섬세한 세부 묘사들이 자유로운 환경을 구현한다. 그러한 예로는 폭력과 범죄가 별로 강조되지 않는 Simpsons Hit & Run 등의 게임이 있다.
GTA III가 발매되면서 이 게임 시리즈는 논란의 대상이 되었다. 비판의 핵심은 이 게임이 여타 전통적인 '영웅물' 게임과 달리 범법 행위를 부각하고 있다는 것이다. 주인공은 경찰과 군인을 죽이는 등 온갖 범죄와 폭력 행위를 저지른다. 잭 톰슨, 상원의원 힐러리 클린턴, 줄리아 보스맨처럼 폭력적인 비디오 게임을 반대하는 사람들은 이런 게임 때문에 사람들이 게임 속의 범죄 행위를 따라하게 된다고 주장한다. 그러나 옹호파들은 게임이 정신적인 배출구 역할을 하여, 실제 생활에는 별 지장이 없다고 본다.
대한민국의 경우, 이 게임에서 잔인한 폭력성과 비도덕성, 그리고 일부 시리즈에서 매춘을 연상케하는 플레이가 있어 수입이 금지되었으나, 최근에는 게임등급물위원회에서 게임등급을 지정하면서 발매를 인정해, 일반 할인매장에서도 볼 수 있게 되었다.
GTA 시리즈가 성공하여 기네스 북에도 올라, 기네스 세계 기록 : 게이머 2008년판의 세계 10대 게임에 선정되기도 했다. 이 게임은 비디오 게임 시리즈 중에서 스타 출연 최다, 성우 배역 최다(GTA: 산 안드레아스), 게임 사운드 트랙 최다(GTA: 산 안드레아스)과 더불어 가장 성공적인 게임(GTA IV)로 기록되었다.
GTA 2까지는 줄곧 2D를 고수해왔으나, GTA III부터는 3D 방식이 채택되고 있다. 

오픈월드 = 정해져있는 전체맵 공간안에서 일부 구조물만 파괴할 수 있고 지형변형도 불가능해서 일부지역을 제외한 열려있는 오픈된공간(open world) 만큼은 모든 지역을 갈수있는 자유도가 아주 높은 게임 (GTA시리즈, 생존게임의 일부 모든게임 등등)  

## 시리즈별 변화
| 연도 | 타이틀                                       | 개발                                          | 홈 릴리스                 | 홈 릴리스      | 홈 릴리스    | 홈 릴리스              | 유니버스               |                     |
| 연도 | 타이틀                                       | 개발                                          | 콘솔                      | 컴퓨터         | 핸드헬드     | 모바일                 | 유니버스               |                     |
| 메인 시리즈 | 메인 시리즈                                  | 메인 시리즈                                   | 메인 시리즈               | 메인 시리즈    | 메인 시리즈  | 메인 시리즈            | 메인 시리즈            |                     |
| --- | -------------------------------------------- | --------------------------------------------- | ------------------------- | -------------- | ------------ | ---------------------- | ---------------------- | ------------------- |
| 1997 | 그랜드 테프트 오토                           | 록스타 노스                                   | PS1                       | 윈도우 MS-DOS  | GBC          |                        | 2D                     |                     |
| 1999 | 그랜드 테프트 오토 2                         | 록스타 노스                                   | PS1 드림캐스트            | Windows        | GBC          |                        | 2D                     |                     |
| 2001 | 그랜드 테프트 오토 III                       | 록스타 노스                                   | PS2 Xbox                  | Windows macOS  |              | iOS 안드로이드 Fire OS | 3D                     |                     |
| 2002 | 그랜드 테프트 오토: 바이스 시티              | 록스타 노스                                   | PS2 Xbox                  | 4D             |              |                        | 3D                     |                     |
| 2025 | 그랜드 테프트 오토: VI                       | 록스타 노스                                   | PS5 Xbox                  | 4D             | Windows OS X |                        | 3D                     | iOS Android Fire OS |
| 2004 | 그랜드 테프트 오토: 산 안드레아스            | 록스타 노스                                   | PS2 Xbox PS3 1 Xbox 360 2 | 4D             | Windows OS X |                        | iOS Android WP Fire OS |                     |
| 2008 | 그랜드 테프트 오토 IV                        | 록스타 노스                                   | PS3 Xbox 360              | Windows        |              |                        | HD                     |                     |
| 2013 | 그랜드 테프트 오토 V                         | PS3 Xbox 360 PS4 Xbox One PS5 Xbox Series X/S | Windows                   |                |              |                        | HD                     |                     |
| 확장팩 |                                              |                                               |                           |                |              |                        |                        |                     |
| 1999 | 그랜드 테프트 오토: 런던 1969                | 록스타 토론토                                 | PS1                       | Windows MS-DOS |              |                        | 2D                     |                     |
| 1999 | 그랜드 테프트 오토: 런던 1961                | 록스타 토론토                                 |                           | Windows MS-DOS |              |                        | 2D                     |                     |
| 2009 | 그랜드 테프트 오토: 로스트 앤 댐드           | 록스타 노스                                   | PS3 Xbox 360              | Windows        |              |                        | HD                     |                     |
| 2009 | 그랜드 테프트 오토: 더 발라드 오브 게이 토니 | 록스타 노스                                   | PS3 Xbox 360              | Windows        |              |                        | HD                     |                     |
| 핸드헬드 게임 |                                              |                                               |                           |                |              |                        |                        |                     |
| 2004 | 그랜드 테프트 오토 어드밴스                  | 디지털 이클립스                               |                           |                | GBA          |                        | 3D                     |                     |
| 2005 | 그랜드 테프트 오토: 리버티 시티 스토리즈     | 록스타 리즈                                   | PS2                       |                | PSP          | iOS Android Fire OS    | 3D                     |                     |
| 2006 | 그랜드 테프트 오토: 바이스 시티 스토리즈     | 록스타 리즈                                   | PS2                       |                | PSP          |                        | 3D                     |                     |
| 2009 | 그랜드 테프트 오토: 차이나타운 워즈          | 록스타 리즈                                   |                           |                | PSP DS       | iOS Android Fire OS    | HD                     |                     |
| 비고: 1. Originally available on PlayStation 3 as part of the PlayStation 2 Classics line via the PlayStation Network, but later replaced with a HD native release. 2. Originally available on Xbox 360 as part of the Xbox Originals line via the Xbox Live Marketplace, but later replaced with a HD native release. |                                              |                                               |                           |                |              |                        |                        |                     |

### 메인 시리즈
| 1997 | 그랜드 테프트 오토                           |
| 1998 |                                              |
| 1999 | 그랜드 테프트 오토: 런던 1969                |
| 1999 | 그랜드 테프트 오토: 런던 1961                |
| 1999 | 그랜드 테프트 오토 2                         |
| 2000 |                                              |
| 2001 | 그랜드 테프트 오토 III                       |
| 2002 | 그랜드 테프트 오토: 바이스 시티              |
| 2003 |                                              |
| 2004 | 그랜드 테프트 오토: 산 안드레아스            |
| 2004 | 그랜드 테프트 오토 어드밴스                  |
| 2005 | 그랜드 테프트 오토: 리버티 시티 스토리즈     |
| 2006 | 그랜드 테프트 오토: 바이스 시티 스토리즈     |
| 2007 |                                              |
| 2008 | 그랜드 테프트 오토 IV                        |
| 2009 | 그랜드 테프트 오토: 로스트 앤 댐드           |
| 2009 | 그랜드 테프트 오토: 차이나타운 워즈          |
| 2009 | 그랜드 테프트 오토: 더 발라드 오브 게이 토니 |
| 2010 |                                              |
| 2011 |                                              |
| 2012 |                                              |
| 2013 | 그랜드 테프트 오토 V                         |
| 2013 | 그랜드 테프트 오토 온라인                    |

GTA 시리즈의 첫번째 작품은 Grand Theft Auto라는 이름으로 1997년에 출시됐다. 플레이어는 리버티 시티, 바이스 시티, 산 안드레아스에서 범죄 조직에 몸담으며 은행 털기, 암살 등의 범죄를 수행한다.
GTA의 맵은 실제 도시를 모티브로 한다. 리버티 시티는 뉴욕, 바이스 시티는 마이애미, 산 안드레아스는 하나의 주 개념으로 미국 서부의 대표적인 도시 샌프란시스코, 로스앤젤레스, 그리고 라스베이거스를 모티브로 재구성된 세상이다. 하지만 위에서 아래를 내려다보는 시점, 즉 탑-다운 시점이기 때문에 도시의 특색을 느끼기는 힘들다.
Grand Theft Auto 2는 1999년에 마찬가지로 탑다운 방식으로 제작되었다. 하지만 초기 3D 기술을 채택하여 전작과 비교했을 때 좀 더 부드러운 카메라 움직임, 거리 조명등의 요소가 개선되었다. 현재 작품들에도 채택되는 갱단 명성 시스템도 처음 추가되었다.
아무개 도시(Anywhere City)가 이번작의 배경이다. 근미래를 배경으로 설정했는데, 정확한 시기가 2013년이다. 하지만 현재의 실제 모습과는 다르게 약간 SF적인 면이 보인다. 이 시리즈까지는 2D 세계관으로 정의한다.
Grand Theft Auto III는 2001년에 출시된 세번째 GTA 메인 시리즈이다. 시리즈 최초로 완전 3D로 개발되어 현실의 세계를 걷는 듯한 느낌을 받을 수 있다. 주인공은 클로드 스피드로 스토리를 진행하며 암살, 파괴, 협박 등을 수행한다. 이는 3D로 재구성된 세계에서 좀 더 실감나게 즐길 수 있다.
배경은 리버티 시티로 GTA 첫작처럼 뉴욕을 모티브로 하고 있다. 뉴욕 맨해튼과 같이 고층빌딩이 즐비한 장소가 있으며, 타임스 스퀘어처럼 전광판과 빌보드, 네온사인이 가득한 장소도 볼 수 있다. 도심 한복판엔 센트럴 파크와 같은 직사각형의 큰 공원이 있다. 대체로 뉴욕의 명소들을 작은 공간에 잘 압축해 놓은 듯한 모습이다.
이 작품을 시초로 오픈월드형 게임이 정립되었으며, 세인츠로우, 저스트코즈와 같은 게임에 큰 영향을 끼쳤다.
Grand Theft Auto Vice City는 2002년에 출시됐다. 전작의 장점을 그대로 살리며 추가적으로 흥미로운 컨텐츠를 대거 추가하여 호평을 받은 바 있다. 전작엔 없던 운전 가능한 헬리콥터, 비행기, 오토바이가 등장하며 다양한 종류의 무기가 추가되었다.
게임은 80년대 바이스 시티로, 마이애미가 모티브이다. 80년대 미국 특유의 라디오 노래, 유흥문화 등이 어우러진 바이스 시티는 전작과는 전혀 다른 분위기를 띤다. 모래사장으로 유명한 도시답게 해변에서는 일광욕과 조깅을 즐기는 사람들을 볼 수 있으며, 수영복을 입고 돌아다니는 사람도 보인다.
Grand Theft Auto San Andreas는 2004년에 출시됐다. 더 넓은 맵, 강화된 캐릭터 커스터마이징, 갱 전쟁 등의 요소가 호평을 받아 이 작품을 시리즈 최고의 작품이라 생각하는 사람도 여럿 있을 정도이다.
이 작품은 전작들과는 달리 단 하나만의 도시가 아니라 하나의 주(State)를 배경으로 한다. 즉 산안드레아스 주에 로스산토스, 샌피에로, 라스벤추라스 세 개의 대도시와 여러 소도시, 그리고 전원지역이 존재한다. 로스산토스는 로스엔젤레스의 패러디로 다운타운의 고층빌딩이 이루는 마천루와 해변 모래사장 등의 개성이 있다. 샌프란시스코를 모티브로 한 샌피에로는 실제 샌프란시스코의 랜드마크인 트랜스아메리카 피라미드가 있고 거대한 차이나타운이 있다. 라스벤추라스는 라스베가스를 모티브로 하여 카지노와 호텔이 자주 보인다. 밤이 되면 형형색색의 조명이 라스베가스 특유의 도시 경관을 잘 재현한다. 주요 대도시 외에도 작은 시골마을과 숲, 산, 바다, 강, 사막 등 다양한 종류의 지역이 있어 여행을 하는 느낌으로 게임을 즐길 수 있다. 이 시리즈까지를 3D 세계관이라고 한다. 라스벤츄라스의 서쪽에는 미국 51구역을 모티브로 한 군사 구역이 있다.
Grand Theft Auto IV는 2008년에 출시됐다. 주요 개선점은 그래픽 효과와 디테일이다. 산 안드레아스와 비교했을 때 그래픽의 차이는 상당하다. 도시 전체에 그림자가 드리우게 됐으며 이 그림자의 각도는 시간에 따라 바뀐다. 인물의 묘사 수준도 향상되으며, 자동차가 파손되는 형태도 현실적으로 개선되었다. 자동차의 시동을 켜고 끌 수 있다는 점, 차 문을 열면 내부 전등이 들어오는 것 등 소소한 디테일도 보인다. 하지만 비행기, 미니건, 탱크 등이 현실성을 이유로 삭제되었고, 캐릭터 커스터마이징은 전작에 비해 많이 부족한 점이 보인다. 스토리는 상당한 호평을 받고 있다. 아메리칸 드림의 허구성을 주인공이 겪는 일련의 사건을 통해 그려내고 있으며, 이는 도시의 삭막한 분위기와 어우러져 뛰어난 현장감과 분위기를 느낄 수 있게 한다.
배경은 리버티 시티의 재등장이다. 하지만 전작의 리버티 시티에 비해 훨씬 넓어졌으며, 현실의 모습과 완전 같은 부분이 많다. 도시의 곳곳이 실제 뉴욕의 랜드마크와 똑같이 제작되었다.
Grand Theft Auto V는 2013년에 출시됐다. 이 시리즈는 전작의 모든 맵을 다 합쳐도 모자랄 만큼의 규모를 자랑하는 맵을 가지고 있다. 전작에서 현실성 문제로 삭제되었던 비행기, 미니건, 탱크가 부활하였다. 그리고 시리즈 최초로 주인공을 3명으로 제작하였다. 주인공은 프랭클린 클린턴, 마이클 드 산타, 트레버 필립스이다. 스토리의 전개는 북부 양크턴에서 은행강도로 일하던 마이클과 트레버, 브래드 이 3명이 은행을 털고 도망치다 브래드와 마이클이 총에 맞는 사고를 겪게 된다. 트레버는 9년동안 죄책감에 살다 마이클과 프랭클린의 보석상 털이 사건으로 마이클의 존재를 알게 되고 큰 배신감을 느낀다. 이후 여러 은행을 털다 노동조합 은행을 털고 주변과의 갈등이 최고조에 이르게 되어 프랭클린은 둘중 하나를 죽이거나 자신이 죽으라는 명령을 받는다. 그러나 이 웅장한 스토리가 너무 뻔하다는 혹평을 받게 된다. 맵은 남부 산안드레아스이며 주요 도시는 로스엔젤레스를 배경으로 한 로스 산토스(Los Santos)이다.

## 반응
| 게임                     | 게임랭킹스                                         | 메타크리틱                                    |
| ------------------------ | -------------------------------------------------- | --------------------------------------------- |
| 그랜드 테프트 오토       | (PC) 79% (PS1) 68% (GBC) 57%                       | (GBA) 68                                      |
| 런던 1969                | (PC) 75% (PS1) 69%                                 | -                                             |
| 그랜드 테프트 오토 2     | (PC) 72% (DC) 71% (PS1) 70% (GBC) 35%              | (PS1) 70                                      |
| 그랜드 테프트 오토 III   | (PS2) 95% (PC) 94%                                 | (PS2) 97 (PC) 93                              |
| 바이스 시티              | (PS2) 94% (PC) 94%                                 | (PS2) 95 (PC) 94                              |
| 산안드레아스             | (PS2) 95% (Xbox) 92% (PC) 92%                      | (PS2) 95 (Xbox) 93 (PC) 93                    |
| 어드밴스                 | (GBA) 70%                                          | (GBA) 68                                      |
| 리버티 시티 스토리즈     | (PSP) 87% (PS2) 77%                                | (PSP) 88 (PS2) 78                             |
| 바이스 시티 스토리즈     | (PSP) 85% (PS2) 76%                                | (PSP) 86 (PS2) 75                             |
| 그랜드 테프트 오토 IV    | (PS3) 97% (X360) 97% (PC) 88%                      | (PS3) 98 (X360) 98 (PC) 90                    |
| 로스트 앤 댐드           | (PC) 94% (PS3) 94% (X360) 90%                      | (X360) 90 (PS3) 88                            |
| 차이나타운 워즈          | (NDS) 93% (PSP) 90%                                | (NDS) 93 (PSP) 90                             |
| 더 발라드 오브 게이 토니 | (PC) 90% (PS3) 90% (X360) 89%                      | (X360) 89 (PS3) 87                            |
| 그랜드 테프트 오토 V     | (XONE) 98% (PS3) 97% (PS4) 96% (X360) 96% (PC) 95% | (XONE) 97 (PS3) 97 (PS4) 97 (X360) 97 (PC) 96 |

### 게임을 둘러싼 논란
비판자들은 이 게임이 여성을 함부로 다룰 수 있는 폭력적인 태도를 지적하고 있다. 물론 게임에서 그런 행위를 하도록 부추기는 것은 아니지만, 게이머는 매춘을 돕고, 사람들을 살해하거나 절도를 일삼기도 한다.
GTA III 발매 이래로 GTA 시리즈는 심각한 논쟁 거리가 된다. 한 논쟁은 정치 평론가 맥스 클리포드가 촉발했다고 하는데, 그는 이 게임을 광고하려고 타블로이드판 신문에 선정적인 이야기를 올렸다.
네 번째로 나온 GTA:바이스 시티도 마찬가지였다. 특히 주인공이 아이티 갱단과 쿠바 갱단 사이에 갱 전쟁을 부추기는 미션이 문제가 되었다. 아이티와 쿠바 사이에 상호 비방에 반대하는 사람들이 이 게임을 비판한 것이다. 이 뿐 아니라, 게임 중에 주인공과 아이티 갱들이 논쟁을 벌이면서 주인공이 "아이티놈 죽어라"같은 대사를 하는데, 이에 아이티계 미국인 유권자 연합의 장-로베르 라포르튀느는 "게임에서 사람을 죽이게 만들면 안되며, 민족간의 불화를 일으키게 만들어서도 안된다"라고 말한 바 있다. 아이티계 미국인 유권자 연합의 고소 위협 이후 락스타 게임즈 사에서는 그 게임 자막에서 "아이티 인" 낱말을 뺐다.
최근에 뉴욕에서 청소년 네 명이 GTA를 따라했다. 세 명은 뉴 하이드 공원 슈퍼마켓 밖에서 어떤 사람을 폭행하고 돈을 빼앗았다. 그리고 기차역으로 가서 고등학교 급우들을 만나 자기네 패거리로 받아들였다. 이제 여섯이 된 무리는 야구 방망이, 빗자루, 쇠지레로 무장했다. 그들은 검은 BMW를 운전하던 한 여성을 멈춰 세운 뒤 담배를 빼앗고는 차량을 탈취했다. 이들은 야구방망이로 밴 차량을 박살냈다. BMW 차량과 밴의 차 주인은 경찰에 신고했고, 아이들은 곧 체포되었다.
2009년에는 여섯살짜리 아이가 게임에서 운전하는 법을 배웠다며, 가족의 차를 타고 10마일을 운전하다 충돌 사고를 내기도 했다.
태국에서 한 19세 남성은 3일 새벽 방콕 교외에서 탄 택시의 차내에서 금전을 빼앗으려고 운전기사의 목, 등 수곳을 칼날로 찔러 살해하다 결국 체포되었다. 이 후에 사형당했다.

### 핫 커피 모드
《GTA:산 안드레아스》가 출시되자, 컴퓨터 해커들이 게임에서 쓰이지 않는 코드를 찾아내어 윈도 버전 비공식 패치를 퍼뜨렸는데, 이 패치를 설치하면 플레이어는 게임상에서 성행위 미니 게임을 할 수 있게 된다. 이것이 '핫 커피 모드(hot coffee mode)'인데, 원래 게임에서는 섹스 장면(hot coffee scenes)을 완곡하게 표현한 것을 미니게임을 만들어 성교 장면을 적나라하게 드러낸 것이다. 이 미니 게임은 원래 게임에서 플레이할 수 있도록 의도한 것이 아니지만, 게임 코드 안에 부분적으로 남아 있었다. 이 때문에 오락 소프트웨어 등급 위원회는 이 게임의 심의 등급을 'AO(성인 전용)'으로 상향 조정하게 된다. 테이크투 인터랙티브사는 이 게임의 등급을 M(Mature)로 되돌리기 위해 게임을 재발매해야 했다. '핫 커피 모드'(성인모드)로 말미암아 테이크투 인터랙티브사는 집단 소송으로 제소된다.